# Dryadillo rectifrons
Dryadillo rectifrons är en kräftdjursart som först beskrevs av Dollfus 1898.  Dryadillo rectifrons ingår i släktet Dryadillo och familjen Armadillidae. Inga underarter finns listade i Catalogue of Life.